# Batujai
Batujai is een bestuurslaag in het regentschap Centraal-Lombok van de provincie West-Nusa Tenggara, Indonesië. Batujai telt 13.673 inwoners (volkstelling 2010).